# Лозуватка (притока Саксагані)
Лозува́тка — річка в Україні, права притока Саксагані, притоки Інгулець (басейн Дніпра). Довжина 23 км. Площа водозбірного басейну 452 км². Похил 1,7 м/км. Долина трапецієподібна.
Живиться за рахунок атмосферних опадів. Льодостав нестійкий (з грудня до початку березня). Використовується на сільськогосподарські потреби. Споруджено ставки.
Бере початок на південь від села Миронівка. Тече переважно на південь. Протікає територією Кам'янського району Дніпропетровської області через смт Вишневе, села Ликошине, Лозуватка, Терно-Лозуватка та Іванівка. Впадає до Саксагані в межах сіл Саївка та Саксагань.